# 27855 Giorgilli
27855 Giorgilli è un asteroide della fascia principale. Scoperto nel 1995, presenta un'orbita caratterizzata da un semiasse maggiore pari a 2,5463578 au e da un'eccentricità di 0,0791725, inclinata di 4,79775° rispetto all'eclittica.
L'asteroide è dedicato all'italiano Antonio Giorgilli, professore di fisica matematica all'Università degli Studi di Milano.